# Roland Jupiter-6
De Roland Jupiter-6 is een 6-stemmige polyfone synthesizer, uitgebracht door Roland in 1983.

## Beschrijving
De Jupiter-6 of JP-6 werd geïntroduceerd als goedkoper alternatief van de Jupiter-8, maar bevat zelfs bepaalde functies die ontbreken in de JP-8. De JP-6 wordt gezien als een veelzijdige alleskunner op het gebied van polyfone synthesizers, waarmee een grote hoeveelheid verschillende klanken geproduceerd kunnen worden.
De JP-6 heeft 12 analoge oscillatoren, waarvan twee per stem. Het klavier kan worden gesplitst met twee verschillende gelijktijdige klanken (bitimbraal), en bij een monotimbrale klank kunnen alle zes stemmen gebruikt worden.

## MIDI
De JP-6 is een van de eerste synthesizers met een MIDI-interface, die tijdens de NAMM Show begin 1983 werd gedemonstreerd door Dave Smith van Sequential Circuits. Hierbij koppelde hij een Prophet-600 met een Jupiter-6.

## Bekende gebruikers
- Blur
- Devo
- Goldfrapp
- King Crimson
- Orbital
- Tangerine Dream
- The Chemical Brothers
- The Human League
- Vangelis